# Hieracium crinellum
Hieracium crinellum es una especie de planta con flor del género Hieracium, de la familia Asteraceae, orden Asterales.

## Distribución
Hieracium crinellum se distribuye por Escocia, Inglaterra y Noruega.

## Taxonomía
Fue descrita científicamente por Omang. Fue publicada en Nyt Mag. Naturvidensk. 43: 216 (1905).